# Georges Fonghoro
Georges Fonghoro (Yélé, Mali, 30 de junho de 1958 - 22 de setembro de 2016) foi um clérigo do Mali e bispo católico romano de Mopti.
Georges Fonghoro recebeu o Sacramento da Ordem em 30 de dezembro de 1987.
Em 30 de agosto de 1999, o Papa João Paulo II o nomeou Bispo de Mopti. O arcebispo de Bamako, Jean Zerbo, consagrou-o bispo em 8 de janeiro de 2000; Os co-consagradores foram o bispo de San, Jean-Gabriel Diarra, e o bispo de Nouakchott, Martin Happe MAfr.
Em 2014 denunciou, em entrevista, situação de fome em Mali.